# Boismont, Somme
Boismont är en kommun i departementet Somme i regionen Hauts-de-France i norra Frankrike. Kommunen ligger i kantonen Saint-Valery-sur-Somme som tillhör arrondissementet Abbeville. År 2022 hade Boismont 457 invånare.

## Befolkningsutveckling
Antalet invånare i kommunen Boismont
| Referens: INSEE |